# منتصر القفاش
منتصر القفاش كاتب ومترجم وروائي وقاص مصري وأستاذ في معهد اللغة العربية بالجامعة الأمريكية بالقاهرة.
وُلد منتصر القفاش في الأول من يناير (كانون ثانِ) عام 1964 بمحافظة القاهرة، وهو عضو باتحاد كتاب مصر، ورئيس تحرير سلسلة «الكتاب الأول» التي يصدرها المجلس الأعلى للثقافة، وتختص بنشر الأعمال الإبداعية الأولى لشباب الأدباء والنقاد.

## مؤلفاته
ألف منتصر القفاش العديد من المؤلفات التي تنوعت ما بين المجموعات القصصية، والروايات، وقصص الأطفال، ومنها:
- نسيج الأسماء (مجموعة قصصية): صدرت عام 1989 عن دار التنوير للنشر والتوزيع بالقاهرة.
- السرائر (مجموعة قصصية): صدرت عام 1993 عن دار شرقيات للنشر والتوزيع بالقاهرة.[3]
- تصريح بالغياب (رواية): صدرت عام 1996 عن دار شرقيات للنشر والتوزيع بالقاهرة.[4]
- شخص غير مقصود (مجموعة قصصية): صدرت عام 1999 عن الهيئة العامة لقصور الثقافة بالقاهرة.[5]
- أن ترى الآن (رواية): صدرت عام 2002 عن دار شرقيات للنشر والتوزيع بالقاهرة.[6][7]
- مسألة وقت (رواية): صدرت عام 2008 عن دار الشروق للنشر والتوزيع بالقاهرة.[8]
- في مستوى النظر (مجموعة قصصية): صدرت في ديسمبر عام 2012 عن دار التنوير للنشر والتوزيع بالقاهرة.[9][10]

## الجوائز والتكريمات
حظي الكاتب منتصر القفاش بتكريم العديد من الجهات المحلية والعربية، وحصل على عدد من الجوائز الأدبية، والتي من أهمها:
- جائزة ساوريس للثقافة في الرواية فرع كبار الكتاب عن روايته «مسألة وقت» عام 2009.[11]
- جائزة الدولة التشجيعية للتفوق في الأداب عام 2001 عن مجموعته القصصية « شخص غير مقصود».
- جائزة ساوريس للثقافة في القصة القصيرة فرع كبار الكتاب في دورتها العاشرة عام 2014 عن مجموعته القصصية «في مستوى النظر».[12]